# Viroluoto
Viroluoto är en halvö i Finland. Den ligger i Masko i landskapet Egentliga Finland, i den sydvästra delen av landet, 170 km väster om huvudstaden Helsingfors.